# Ondřej Boháč
Ondřej Boháč (* 18. června 1982, Praha) je český geograf a manažer. Od prosince 2016 je ředitelem Institutu plánování a rozvoje hl. m. Prahy (IPR Praha).

## Život a kariéra
Ondřej Boháč pochází z Prahy, vyrůstal na Vinohradech se čtyřmi sourozenci, později žil ve Vršovicích a na Žižkově. Na Přírodovědecké fakultě Univerzity Karlovy vystudoval sociální geografii a regionální rozvoj. Po ukončení studia v roce 2006 působil jako koordinátor GIS dat v tehdejším Útvaru rozvoje hlavního města Prahy. Následně od roku 2011 pracoval na Magistrátu hl. m. Prahy jako poradce prvního náměstka primátora Tomáše Hudečka a od roku 2013, kdy se Hudeček stal primátorem hl. m. Prahy, zastával funkci vedoucího Kanceláře primátora.
Od roku 2015 působil v Institutu plánování a rozvoje hl. m. Prahy jako zástupce ředitele (již od září byl po odvolání Petra Hlaváčka pověřen řízením), na konci roku 2016 byl jmenován ředitelem organizace.

## Ředitel IPR Praha (2016 - dosud)
V čele IPR Praha Ondřej Boháč zodpovídá za strategické směřování města v oblasti urbanismu, územního plánování a rozvoje. Pod jeho vedením IPR připravil nebo dokončil klíčové dokumenty městského plánování, jako jsou:
- návrh Metropolitního plánu Prahy,
- aktualizace Pražských stavebních předpisů,
- Městské strategie Prahy,
- Manuál tvorby veřejných prostranství.

Za jeho působení byl v roce 2017 otevřen CAMP – Centrum architektury a městského plánování, které slouží jako otevřená platforma pro prezentaci městských projektů a dialog s veřejností. IPR se v tomto období zaměřil na posílení datové a analytické základny, mezioborovou spolupráci a přístupnou komunikaci s obyvateli města.

## Další aktivity
Je spoluzakladatelem platformy CityDeal, která usiluje o posílení pravomocí měst v oblasti územního plánování a rozvoje.
Založil spolek Sanctus Castulus, který se zabývá symbolickým odléváním zvonů jako připomínek společenských událostí. Spolek inicioval například vznik pamětního Zvonu #9801 a Zvonu Svobody pro kostel Nejsvětějšího Salvátora v Praze. Dnes je též zvoníkem v chrámu Matky Boží před Týnem a v dalších čtyřech kostelích, zvonit začal již ve svých čtrnácti letech.
V roce 2020 se během pandemie COVID-19 podílel společně s reportérem Jankem Rubešem na vyznačení tzv. Pražských pólů – krajních bodů území hlavního města Prahy.
Přispěl mezi jinými do knihy Návrat P. Josefa Toufara do Číhoště po 65 letech o Josefu Toufarovi od Miloše Doležala.
Ondřej Boháč je římský katolík, byl pokřtěn v kostele sv. Havla, jeho o čtyři roky starší bratr Filip Boháč je převorem Kláštera dominikánů Praha. Jeho koníčkem je horolezectví.